# Sandy Island (spookeiland)

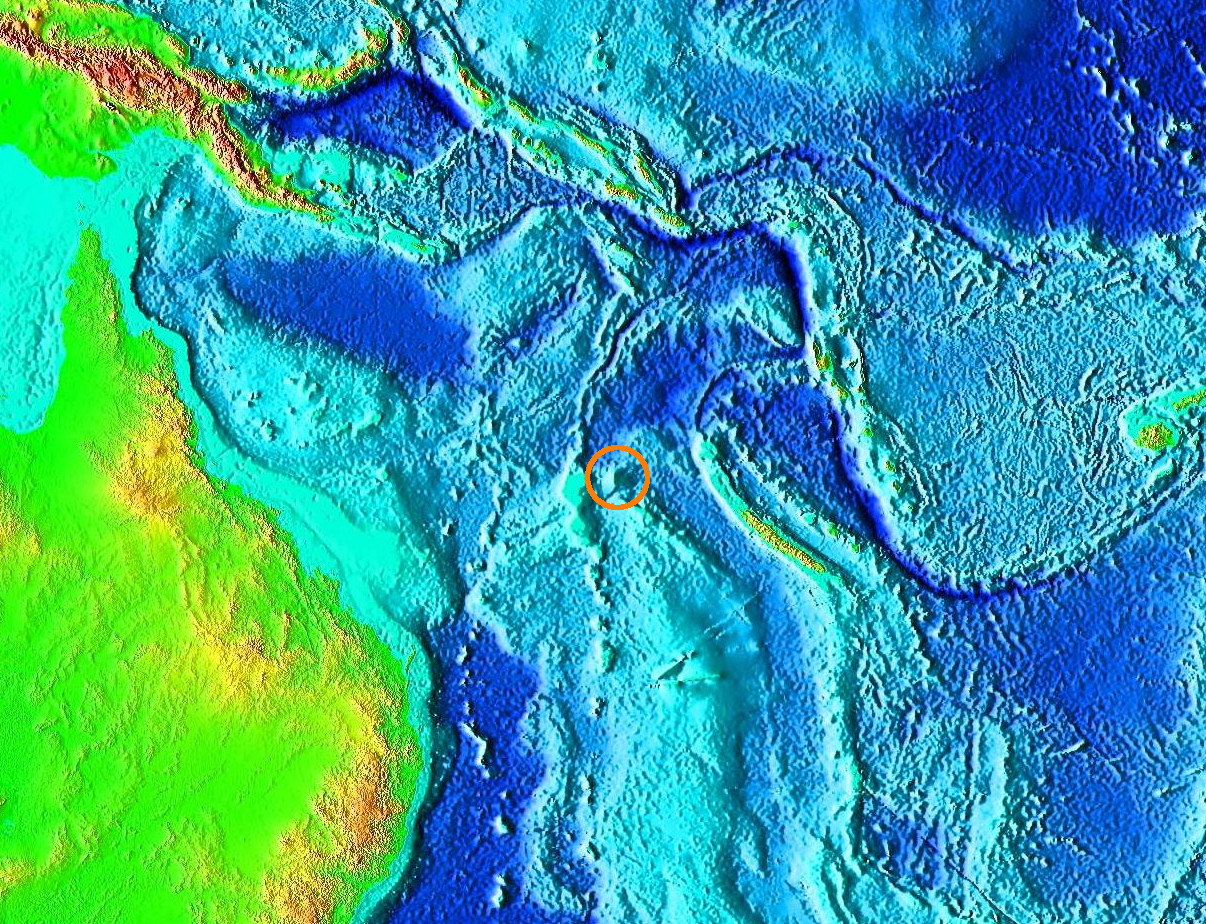
Topografische kaart met de vermeende locatie van Sandy Island

Sandy Island (Nederlands: Zanderig Eiland; Frans: Île de Sable) is een spookeiland dat zich in de Koraalzee tussen Australië en Nieuw-Caledonië zou bevinden. Het eiland staat op verschillende kaarten vermeld, waaronder Google Earth en in enkele edities van de Times Atlas of the World (onder de Franse naam), maar een groep van Australische onderzoekers kon het eiland in november 2012 niet vinden.
De fout zou volgens Shaun Higgins, een Nieuw-Zeelandse onderzoeker, waarschijnlijk afkomstig zijn van de walvisvaarder "Velocity" in de tweede helft van de 19e eeuw. Higgins veronderstelt dat de walvisvaarders een rif hadden aangezien voor een eiland, of een verkeerde locatie hadden doorgegeven voor een ander eiland. Sandy Island werd echter op de kaart gezet en is vervolgens telkens overgenomen.